# Attatha flavata
Attatha flavata là một loài bướm đêm trong họ Noctuidae.